# 145 let
145 let je album Pihalnega orkestra SVEA Zagorje, ki je izšel ob obletnici orkestra na glasbeni CD plošči leta 2006 pri založbi Zlati zvoki.
Albumu je priložena tudi zgibanka s predstavitvijo delovanja orkestra.

## Seznam posnetkov
| CD              | CD                              | CD                   | CD                     | CD              | CD      |
| Št.             | Naslov                          | Besedilo             | Glasba                 | Priredba        | Dolžina |
| --------------- | ------------------------------- | -------------------- | ---------------------- | --------------- | ------- |
| 1.              | „Veselo naprej‟                 |                      | V. Štrucl              |                 | 2:55    |
| 2.              | „Lastovke‟                      | M. Jesih             | J. Robežnik            | L. Krajnčan     | 4:10    |
| 3.              | „Triglav, moj dom‟              |                      | J. Gregorc             |                 | 3:26    |
| 4.              | „Slovenec sem‟                  | J. Gomilščak         | G. Ipavec              | J. Golob        | 2:16    |
| 5.              | „Slovenija, odkod lepote tvoje‟ |                      | V. Ovsenik, S. Avsenik | F. Puhar        | 2:52    |
| 6.              | „Domovini‟                      | J. Razlag            | B. Ipavec              | L. Leško        | 2:31    |
| 7.              | „Al' me boš kaj rada imela‟     |                      | E. Glavnik             | V. Mustajbašić  | 4:54    |
| 8.              | „Ko boš prišla na Bled‟         | F. Milčinski – Ježek | B. Adamič              | L. Krajnčan     | 3:09    |
| 9.              | „Encijan‟                       |                      | V. Štrucl              |                 | 3:22    |
| Skupna dolžina: | Skupna dolžina:                 | Skupna dolžina:      | Skupna dolžina:        | Skupna dolžina: | 29:55   |

## Sodelujoči

### Pihalni orkester SVEA Zagorje
- Peter Kuder – dirigent

### Solisti
- Neva Marn – vokal na posnetkih 2 in 8
- Rihard Majcen – basbariton na posnetkih 4 in 6
- Blaž Rojko – tenor na posnetku 6
- Nejc Herman – klarinet na posnetku 7
- Gregor Cerinšek – tenorski saksofon na posnetku 7
- Lovro Ležič – trobenta na posnetku 7
- Blaž Živko – pozavna na posnetku 7

### Produkcija
- Sašo Groboljšek – tonski tehnik in snemalec
- Sergej Dolenc – producent